# Silvia Monfort
Pour les articles homonymes, voir Monfort.
Œuvres principales
Littérature
Il ne m'arrivera rien (1946)
Aimer qui vous aima (1951)
Le Droit chemin (1954)
La Raia (Les Mains pleines de doigts, 1959)
Les Ânes rouges (1966)
Une allure pour l'amour (L'Amble, 1971)
Répertoire
Le Cid de Corneille
Phèdre de Racine
Électre de Sophocle
Soudain l'été dernier de Tennessee Williams
La Putain respectueuse de Jean-Paul Sartre
Le mal court de Jacques Audiberti
Silvia Monfort, nom de scène de Simonne Marguerite Favre-Bertin, née le 7 juin 1923 à Paris et morte le 30 mars 1991 dans la même ville, est une comédienne et directrice de théâtre française. Fille du sculpteur Charles Favre-Bertin et épouse du moniteur sportif Pierre Gruneberg, elle a été une militante du théâtre populaire.
Résistante, elle est décorée de la Croix de guerre et de la Bronze Star Medal. Elle est nommée chevalier de la Légion d'honneur en 1973 puis promue commandeur des Arts et des Lettres en 1983.
| Image externe |                            |
|               | Portrait de Silvia Monfort |

## Biographie

### Une vocation précoce

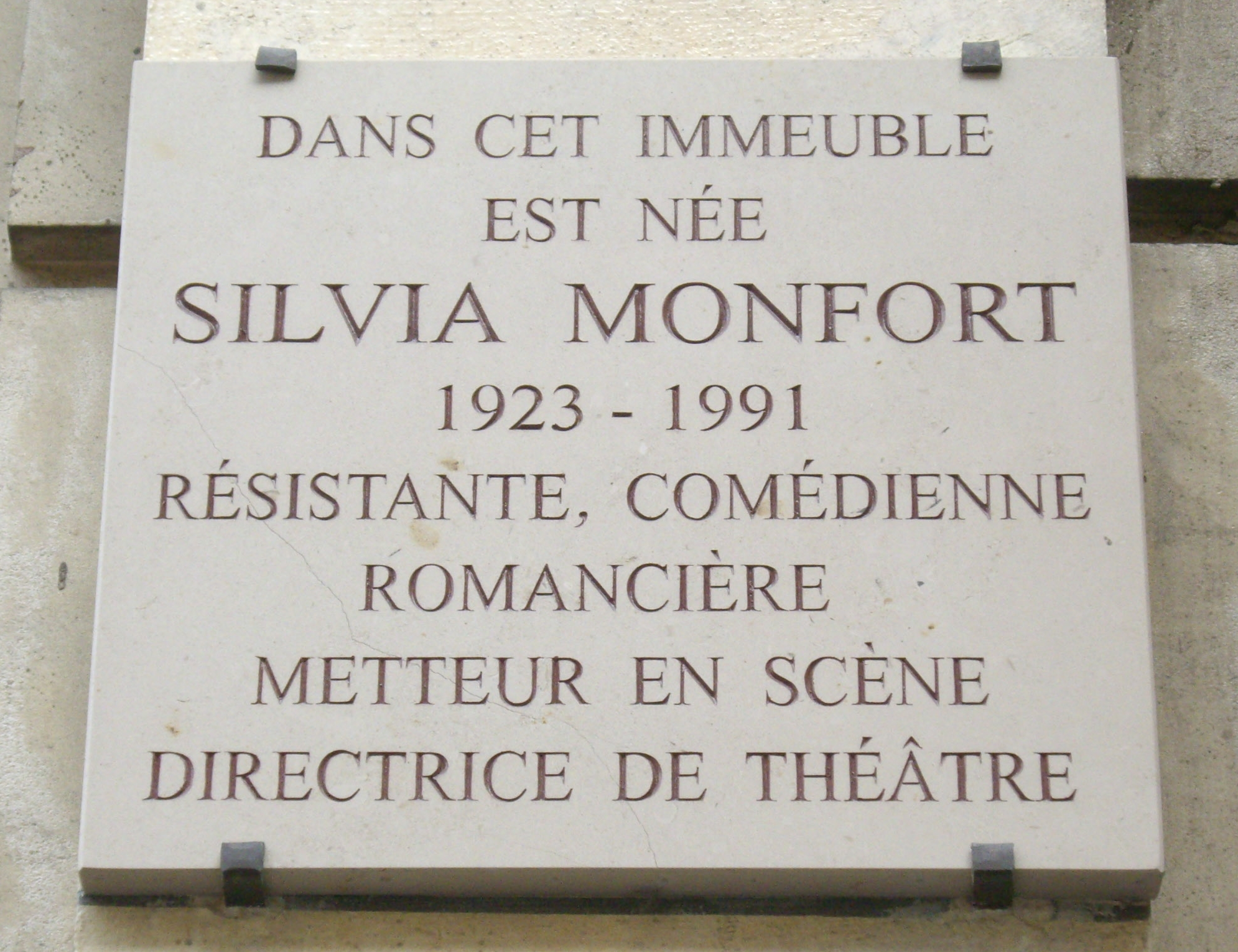
Plaque commémorative au no 11 bis de la rue Elzévir, Paris 3e.

Elle naît dans le quartier du Marais au 11 bis rue Elzévir, à deux pas de la rue de Thorigny où elle installe bien plus tard son premier théâtre. Ce quartier parisien est celui de sa famille depuis sept générations. Elle perd sa mère très tôt et son père la met en pension. Elle effectue ses études secondaires au lycée Victor-Hugo, puis au lycée Victor-Duruy. Elle obtient son baccalauréat à 14 ans et demi, avec une dispense. Son père la destine à faire carrière à la manufacture des Gobelins, mais elle préfère le théâtre et suit les cours de Jean Hervé et Jean Valcourt.

### La résistante
Fin 1943, elle rencontre Maurice Clavel qui travaille à l'élaboration d'un projet de revue clandestine pour le mouvement Combat avec Claude Bourdet, Albert Camus et Maximilien Vox, père de son mari Flavien Monod. Elle quitte celui-ci pour vivre avec Clavel. Au printemps 1944, elle s'engage à ses côtés dans la Résistance en Eure-et-Loir et participe à la libération de Nogent-le-Rotrou et de Chartres. Le 20 mai, elle arrive avec Maurice Clavel à la gare de Châteaudun. Leur mission : créer un refuge secret afin d'accueillir et de soigner les soldats survivants dont les avions sont  tombés sous le feu de la DCA allemande. Ce sera l'ouverture du camp dans le bois de Bellande situé à Villebout, entre La Ville-aux-Clercs (Loir-et-Cher) et Cloyes-sur-le-Loir (Eure-et-Loir) dans une zone tampon, entre deux départements loin des kommandanturs de Vendôme (Loir-et-Cher) et de Châteaudun. Jusqu'à la fermeture du camp le 13 août 1944, ce seront 152 aviateurs (Américains, Anglais, Canadiens, Belges, Australiens, Néo-Zélandais et Sud-Africains) qui seront ainsi sauvés au milieu des lignes allemandes. 80 ans plus tard, le 20 mai 2024, la ville de Châteaudun commémore cet audacieux événement de la résistance (suivi de différentes manifestations : pose de plaque mémorielle, exposition et conférence) en reconstituant l'arrivée dans sa gare de Maurice Clavel et Silvia Monfort. Cela surprendrait-il encore la résistante Silvia Monfort ? Elle qui, étonnée que des jeunes nés après la guerre puissent connaître son passé de résistante, écrivait le 29 juillet 1965 à son compagnon Pierre Gruneberg : « En traversant l'Eure-et-Loir, j'ai pris de l'essence. Une pompiste de 20 ans m'a dit : "Ô madame Silvia, prenez cette rose, vous avez tant fait pour nous." [...] C'est à croire qu'on se raconte l'histoire à la veillée ! Ô que j'avais hâte de te dire les larmes aux yeux que cela m'avait émue. » Elle fait partie des personnalités qui accueillent le général de Gaulle sur le parvis de la cathédrale de Chartres. Le 25 août, avec les FFI d'Eure-et-Loir elle participe aux derniers combats de la libération de Paris. Elle est décorée de la Croix de guerre par le général de Gaulle et de la Bronze Star Medal par le général Patton. Silvia Monfort se marie avec Maurice Clavel en 1948.

### Cocteau, Vilar et le TNP
En 1945, elle se fait remarquer pour son interprétation d'une pièce de Federico Garcia Lorca, La Maison de Bernarda Alba. Son étrange et forte personnalité attire l'attention d’Edwige Feuillère dont elle devient la lectrice dans L'Aigle à deux têtes de Jean Cocteau. La pièce est d'abord présentée en 1946 au théâtre royal des Galeries de Bruxelles où elle obtient un grand succès. Après un passage à Lyon, la première parisienne a lieu au théâtre Hébertot. Le succès accompagne la pièce jusqu'à une mémorable représentation au théâtre de La Fenice à Venise, contribuant grandement à asseoir la renommée du talent de Silvia.
Interprétant par la suite la pièce de Tennessee Williams, Été et fumées, elle se lie à Léonor Fini qui débute alors dans la création de décors de théâtre. De leur amitié, demeure un beau portrait, Silvia peinte par Léonor (1954).
Par l'intermédiaire de Clavel, elle fait ensuite la connaissance de Jean Vilar en 1947 et prend part à la grande aventure du théâtre national populaire. Elle participe ainsi au premier Festival d'Avignon, avec L'Histoire de Tobie et de Sara (1947). Aux côtés de Gérard Philipe, elle campe Chimène dans Le Cid, présenté ensuite à Chaillot, puis en tournée à travers l'Europe (1954). Elle joue ensuite avec Vilar dans Cinna et dans Le Mariage de Figaro. Elle devient alors une figure emblématique du TNP et du théâtre français dans le monde.

### La Nouvelle Vagueet l'engagement
Le cinéma, par l'intermédiaire de Robert Bresson, l'avait sollicitée dès 1943 pour jouer dans Les Anges du péché. Bresson l'avait engagée sans savoir qu'elle était comédienne, car il recherchait des non professionnels pour son film… En 1948, elle joue le rôle d'Édith de Berg dans l’adaptation cinématographique de L’Aigle à deux têtes de Cocteau aux côtés d'Edwige Feuillère et de Jean Marais.
En 1954, Agnès Varda, alors photographe au TNP, réalise son premier film, un des premiers manifestes de la Nouvelle Vague. Varda se souvient de Silvia Monfort dans La Pointe Courte (sortie en 1955) : « Curieuse et pionnière de nature, elle se jeta dans le projet avec délice et discipline. Je crois bien qu'elle jubilait de militer pour un cinéma à venir. »
Divorcée de Maurice Clavel depuis 1951, Silvia Monfort partage la vie du réalisateur Jean-Paul Le Chanois et participe à ses films. Alors qu'elle a un bras dans le plâtre, il insiste pour qu'elle interprète une prisonnière polonaise aux côtés de François Périer et de Pierre Fresnay dans un film inspiré d'une histoire vraie, Les Évadés. Ce film connaît un grand succès populaire en 1955. Elle joue ensuite aux côtés de Jean Gabin et Nicole Courcel dans Le Cas du docteur Laurent, film militant pour l'accouchement sans douleur (1957). En 1959, elle interprète une aventurière dans un film noir d'Alec Joffé, Du rififi chez les femmes (1959), d'après Auguste Le Breton. Elle joue ensuite dans un film méconnu de Le Chanois, consacré aux relations parents-enfants, Par-dessus le mur (1961). Dans deux films traitant des conditions sociales, elle est l'inoubliable Éponine des Misérables, auprès de Gabin et de Bourvil (1958), puis la romanichelle Myrtille dans Mandrin, bandit gentilhomme aux côtés de Georges Rivière et de Georges Wilson.

### Sur les routes
Durant les années soixante, Silvia Monfort se passionne pour la décentralisation culturelle en partant sur les routes avec Jean Danet et ses Tréteaux de France. Chaque soir, ils jouent sous un chapiteau dans une ville différente. Elle prend une part active à cette expérience, s'appliquant à ce que des pièces nouvelles et contemporaines soient montées en alternance du répertoire classique. Elle approfondit sa connaissance du théâtre populaire et de son public et acquiert ainsi une maîtrise des représentations ambulantes qui lui sera très utile par la suite. Le 23 juin 1965, Silvia écrit à Pierre Gruneberg : « J'ai convaincu Danet de programmer pour septembre une série de représentations de la Putain et de l'Été sous chapiteau autour de Paris (ainsi les directeurs malencontreux de la rentrée pourront venir l'y cueillir s'il se doit). Ouf, j'aurai fait ce que j'aurai pu. »
Sans cesse en tournée théâtrale, elle écrit une à plusieurs fois par jour à son compagnon Pierre Gruneberg. Griffonnés sur le coin d'une nappe, au dos d’un programme de théâtre ou sur du papier à en-tête d'un hôtel, réactions, mots d’amour et anecdotes s’enchaînent.
Dans la publication de ces correspondances Lettres à Pierre, Danielle Netter, assistante à la mise en scène, ajoute : « Les Tréteaux de France, extraordinaire outil de théâtre qui nous a donné l'occasion de présenter Sophocle et autres poètes dramatiques devant les locataires des HLM, et d’entendre un soir une spectatrice, à l'issue d'Électre, déclarer à Silvia : « C'est aussi beau qu'un western ! », ce qui combla de joie notre tragédienne. »

### Une tragédienne éclectique
Durant presque un demi-siècle, que ce soit avec les Tréteaux, dans les festivals, dans les théâtres privés et plus tard dans ses Carrés, Monfort explore le répertoire théâtral de l'antique au contemporain. Elle donne pas moins de cinq versions de Phèdre dans différents théâtres ainsi qu'à la télévision. Elle interprète de nombreuses œuvres de Racine et de Corneille. Elle donne des représentations d'Électre de Sophocle dans les lieux les plus incongrus comme dans le trou des Halles à Paris en 1970.
Elle joue dans des pièces et des adaptations théâtrales de Maurice Clavel comme L'Île aux chèvres et La Terrasse de midi. Elle est mise en scène par Roger Planchon à Villeurbanne en 1959 dans La Seconde Surprise de l'amour et par Luchino Visconti à Paris en 1961 dans Dommage qu'elle soit une putain aux côtés d'Alain Delon et de Romy Schneider. On la voit dans Été et fumées (1953) et Soudain l'été dernier (1965) de Tennessee Williams. Elle incarne le Sphinx de La Machine infernale de Cocteau dans des festivals comme à la télévision avec Claude Giraud en 1963. Elle est aussi bien La Putain respectueuse de Jean-Paul Sartre (1965) que La Duchesse d'Amalfi aux côtés de Raf Vallone (1981).
Au Carré Thorigny, elle fait débuter Bernard Giraudeau dans Pourquoi la robe d’Anna ne veut pas redescendre de Tom Eyen (1974). On la voit aussi dans L'Orestie (1962) et Les Perses d'Eschyle (1984). Elle incarne les redoutables Lucrèce Borgia de Victor Hugo (1975) et Marguerite de Bourgogne de La Tour de Nesle d'Alexandre Dumas (1986). Elle compose une inénarrable Alarica dans Le mal court (1963) et est la Pucelle de Jacques Audiberti (1971). Elle est une vibrante Ethel dans une pièce militante commandée à Alain Decaux, Les Rosenberg ne doivent pas mourir (1968). Elle joue Ionesco avec Jacques ou la soumission (1971). Elle remet Henrik Ibsen au goût du jour en compagnie de Philippe Lemaire dans Irène ou la résurrection (1976), puis avec Michel Auclair dans La Dame de la mer (1977). Pour fêter le centième anniversaire de la naissance de Cocteau, elle apparaît pour la dernière fois sur les planches de Vaugirard dans un spectacle poétique et musical, Les Deux Voies en 1989.
En 1972, à l’occasion de la réédition de son roman La Raia (Les Mains pleines de doigts), Silvia Monfort décrit ses rôles préférés :

« Gérard Philipe, dont je fus la Chimène, avait pour habitude de répondre que son rôle préféré était le prochain. Pour moi, celui que je joue me comble. Imaginez ! Quelles merveilleuses relations entre un acteur et son personnage. Ils se voient tous les jours, mais ils savent aussi que ce n'est pas pour toujours, alors il faut mettre les bouchées doubles. Certains personnages ont avec nous plus d'affinités. Je me suis toujours sentie plus proche des adolescentes assoiffées d'absolu que des femmes au cœur partagé. Je préfère Électre à Clytemnestre. J'ai aimé d’amour fou l'Alarica du mal court, l'Éponine des Misérables et récemment Pucelle d'Audiberti. Mais enfin, cela ne m'empêche pas de connaître de belles histoires avec celles qu'on n'épouserait pas. De toutes les héroïnes, celle peut-être qui m'exalta le mieux fut la reine des Amazones, Penthésilée. Lorsqu'elle se croit vaincue par Achille, elle refuse de le suivre dans son royaume. C'est chez elle qu'elle le voulait roi. Alors elle le déchire de ses ongles, le dévore de ses dents, et dit : Toutes les femmes jurent à leurs amants : je te mangerais tant je t'aime — eh bien moi, je l'ai fait. »

Lorsque la mise en scène requiert des costumes contemporains, Silvia Monfort confie la création de ses habits de scène à la créatrice de mode parisienne Lola Prusac. En février 1964, elle participe au défilé des collections chez Lola Prusac : par amitié pour celle-ci, Silvia Monfort avait bien voulu se faire mannequin bénévole et présentait elle-même des modèles qui portaient le nom de ses succès : Sphinx, Îles aux chèvres, Le mal court.

### UnePhèdremythique
Silvia Monfort compte parmi les plus importantes interprètes de Phèdre. Elle eut notamment comme partenaire dans le rôle de Thésée Jean-Claude Drouot ou bien sûr Alain Cuny au théâtre et dans une version télévisée en 1982.
Une communication du CNRS sur les grandes tragédiennes ayant incarné ce personnage au XXe siècle fut publiée dans la revue Pour la Science. Cette étude analyse les rapports entre les pauses et le texte versifié, ainsi que les fluctuations de débit, et démontre que Silvia Monfort en fait, par rapport aux autres tragédiennes (Sarah Bernhardt, Marie Bell ou Nada Strancar), l'usage le plus important (92 % de pauses et 3,8 syllabes par minute), cette particularité de jeu contribuant à donner à l'interprétation de Silvia Monfort une qualité exceptionnelle de profondeur psychologique et émotive.
Elle disait elle-même de son personnage en 1973 :

« Phèdre brûle en chacun de nous. À peine saisissons-nous l'image dans le miroir qu'elle s'estompe, et l'imminence de cet effacement aiguise l'acuité du reflet. […] Ce qui compte c'est qu'il y ait eu rencontre dans le mystère et dès la première lecture. C'est comme le désir, ou bien il est présent dans le regard qui le provoque, ou bien il n'y aura jamais fusion. Tous les avis, compétents, impérieux, singuliers, qui me furent octroyés au sujet de Phèdre, et que j'écoutais intensément, n'eurent d'autre résultat sur moi que de me ramener à ma Phèdre, cependant longtemps brumeuse, avec l'évidence du pion regagnant sa case de départ au Jeu de l’oie. […] Tel est le prodige de Phèdre : l'aborder, c'est prendre son mal. »

### La chute qui fit l'auteur
En 1946, paraît son premier roman. Plus tard elle explique que ce qui l'a décidée à l'écrire est d'être tombée de sept mètres de haut à travers la verrière du Studio des Champs-Élysées. Elle jouait La Maison de Bernarda Alba de Federico Garcia Lorca et Maurice Clavel, dédaignant ses livres de philosophie, écrivait pour elle sa première pièce Les Incendiaires :
« Le jour où je devais quitter une pièce pour l'autre, mes camarades du Studio m'offrirent le champagne, sur le toit du théâtre des Champs-Élysées. Je n'avais jamais bu ni vin ni champagne. Je passai par un vasistas et me retrouvai à l'hôpital, le rocher fracassé. Trois semaines dans le coma, durant lesquelles la pièce de Maurice se créa sans moi.
Quand je me retrouvai debout, triste et sans rôle à jouer, je me mis à ma table de travail. Sans cet accident, peut-être n'aurais-je jamais pris le temps d'écrire. Car, ensuite, il me fallut, pour écrire, prendre du temps sur le théâtre. »
Lorsqu'un journaliste lui demande pourquoi l'actrice qu'elle n'a pas cessé d'être n'a jamais été tentée d'écrire une pièce, ou un scénario de film, elle répond : « Écrire pour le théâtre est un don tout particulier. Même de grands romanciers ne l'ont pas. L'auteur dramatique insuffle à ses personnages une vie qu'il ne contrôle pas.
Or, ce qui m'intéresse par-dessus tout dans l'écriture, c’est l'analyse. Savoir, expliquer la raison des choses, suivre pas à pas les agissements de mes personnages.
Et puis, je ne pourrais pas supporter de leur voir un autre visage que celui que j'ai dans ma tête ! »

### «Ce sera mon théâtre!»
Avec l'appui de Jacques Duhamel, alors ministre des Affaires culturelles, elle crée et dirige le Carré Thorigny dans le quartier du Marais à Paris où elle propose des spectacles novateurs pluridisciplinaires. Elle s'intéresse notamment au monde du cirque et organise une exposition intitulée Cirque en couleur qui obtient un énorme succès. À la suite de ses contacts avec les gens du cirque et à sa rencontre avec Alexis Grüss junior, elle organise des représentations de cirque à l'ancienne dans la cour de l'hôtel Salé situé en face du Carré. L'engouement du public conduit Monfort et Grüss à créer en 1974 la première école de cirque et de mime en France : L'École au Carré qu'ils dirigent ensemble. Ils souhaitent revaloriser la noblesse des origines du cirque et s'engagent dans une pratique réactualisée du cirque à l'ancienne. Le cirque Grüss suit Monfort dans ses déménagements successifs jusqu'à ce qu'il devienne cirque national en 1982.
C'est au Carré Thorigny qu'Alain Decaux remet à Silvia Monfort la Légion d'honneur en 1973 en rendant hommage à « sa passion pour le théâtre et à la volonté inflexible avec laquelle elle le sert. »
Le Carré est obligé de quitter la rue de Thorigny en 1974 à cause d'une transaction immobilière. Monfort transfère alors son Nouveau Carré dans l'ancien théâtre de la Gaîté-Lyrique qui ouvre le 1er octobre 1974 et installe le cirque Grüss dans le square en face du théâtre. La salle est interdite d'accès pour des raisons de sécurité, le nouveau Carré installe alors sur la scène publics et comédiens, mais en raison de la vétusté du bâtiment et en attendant sa rénovation, elle est contrainte de s'installer sous un chapiteau au Jardin d’acclimatation de Paris de 1978 à 1979. Elle doit ensuite déménager son chapiteau sur l'emplacement des anciens abattoirs de Vaugirard. Elle y implante en fait deux chapiteaux, un pour le théâtre et un pour le cirque. Cependant, faute de crédits, le projet de rénovation de la Gaîté-Lyrique est abandonné.

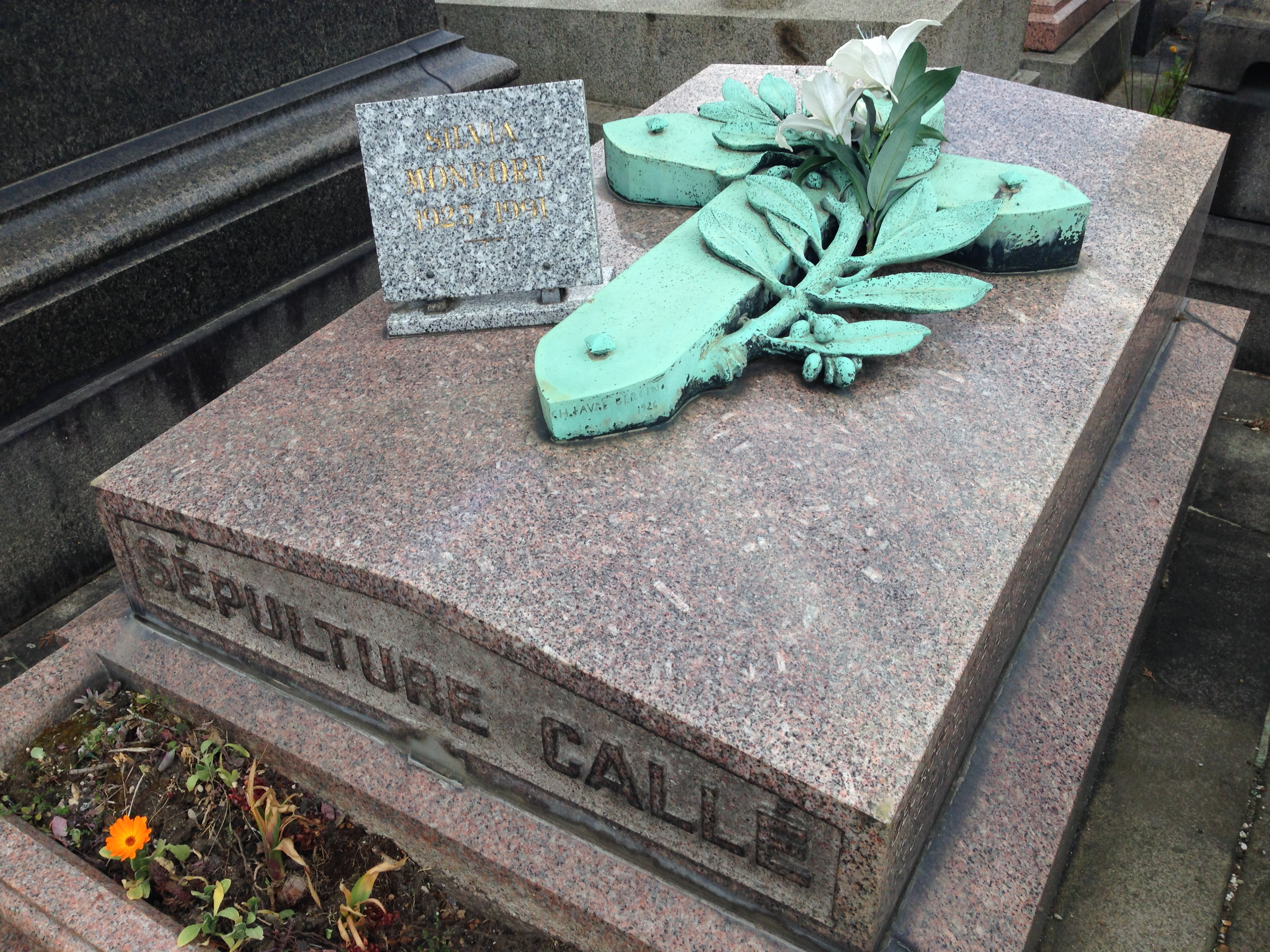
Tombe de Silvia Monfort au cimetière du Père-Lachaise (division 93).

Elle n'a alors de cesse à travailler à l'implantation d'un Nouveau Carré à Vaugirard en lieu et place des chapiteaux. La décision de construire le théâtre tel qu'il est aujourd'hui est prise en 1986. Le 7 mars 1989, elle écrit : « Ce sera mon théâtre. Incroyable quand même ! Je ne connais pas un seul vivant pour qui l'on ait construit son théâtre, à son nom et sur mesure ». Mais elle disparaît quelques mois avant son achèvement. L'établissement, conçu par l'architecte Claude Parent, est inauguré en 1992 sous le nom de théâtre Silvia-Monfort.
Les derniers temps de leur vie commune, Silvia Monfort et Pierre Gruneberg sont sans cesse séparés. L'hiver, en tant que moniteur de ski, il doit rester à Courchevel, tandis qu'elle travaille à Paris, puis pendant la période estivale il travaille au Cap Ferrat comme moniteur de natation, alors que la santé de Silvia Monfort l'oblige à passer l’été à Courchevel, seule.
Elle meurt le 30 mars 1991 d’un cancer du poumon. Elle est inhumée au cimetière du Père-Lachaise (division 93).
Après sa mort, une vente de souvenirs et de ses costumes de scène est organisée à l'hôtel Drouot à Paris, notamment les robes créées par Lola Prusac.

## Prix Silvia-Monfort
Pierre Gruneberg, lié à Silvia Monfort depuis 1963 et marié avec elle le 24 mai 1990, a fondé l’Association Prix Silvia-Monfort en 1996, reprenant une idée que la comédienne n'a pas eu le temps de concrétiser. Ce prix est décerné tous les deux ans à une jeune tragédienne par un jury de professionnels. Depuis sa création, les lauréates ont été :
1. Smadi Wolfman (1996) ;
2. Rachida Brakni (1998) ;
3. Mona Abdel Hadi (2000) ;
4. Isabelle Joly (2002) ;
5. Marion Bottolier (2004) ;
6. Jina Djemba (2006). Le prix a été décerné le 22 mai de cette année-là à cette élève de 21 ans en première année au Conservatoire national supérieur d'art dramatique, pour ses interprétations du rôle de Camille dans Horace de Corneille et celui de « la femme » dans Grande Paix[19],[Note 4] d'Edward Bond. Cette sixième édition du Prix Silvia-Monfort s'est déroulée au théâtre de la célèbre tragédienne en présence de l'académicien Alain Decaux, un grand ami de Silvia Monfort à laquelle il a rendu un affectueux hommage. Ce prix était accompagné d’une dotation de 4 600 euros ;
7. Camille de Sablet (2008) ;
8. Lou Chauvain (2010) ;
9. Annulé (2012) ;
10. Juliet Doucet (2014).

- Sous toutes réserves : l'édition du 11e prix Silvia-Monfort était prévue pour 2016, lauréate inconnue[Note 5].

## Témoignages
- Jean Cocteau : « Silvia Monfort possède une taille exquise, pareille à celle d’un sablier, et le sable blond du haut coule vers le bas, vers le ventre où toutes les grandes actrices puisent leur génie.
J’ai connu plusieurs Silvia Monfort. L’une, avec la gerbe de blé de ses cheveux, entrait dans Paris libre en jeune chef de la Résistance. Une autre venait d’écrire un livre de premier ordre ; une troisième – et mon œil ne les liait pas encore – vint se présenter au théâtre Hébertot pour jouer le rôle de Mademoiselle de Berg dans L’Aigle à deux têtes. Elle le joua et c’est seulement après, longtemps après, que toutes ces Silvia Monfort en firent une seule à laquelle j’adresse ma tendre reconnaissance.
La voici en route pour le voyage du succès, le voyage de rôle en rôle, de livre en livre, le voyage au bord duquel j’agite le mouchoir de l’amitié en signe d’affection fidèle et de bonne chance. »[20]
- Juliette Gréco : « Silvia Monfort revient d’une promenade solitaire et tend une fleur à son époux Clavel en disant de sa voix brumeuse : « J’ai volé cette fleur pour toi à la montagne… » Jujube en reste pantoise et l’exotique Ophélie disparaît sous les arcades qui cernent la piscine. »[21]
- Jean-Claude Drouot[22] : « On a souvent évoqué le Sphinx à son sujet et en effet on ne pouvait qu’être impressionné par son corps de louve aux attributs les plus éclatants, mais qui tenait à distance et protégeait de toute familiarité.
Beauté lascive et intouchable qu’un large rire, calme, fréquent et un peu décalé, ponctuait de sa rêverie.
Un rire de Résistance. Probablement celui de la grave jeune femme au révolver de la libération de Paris.
Je salue donc et fais ma déclaration posthume d’adoration à cette idole de chair.
Plus qu’un témoignage ma reconnaissance va au courage, à l’obstination et à l’audace de Silvia Monfort attentive sans faiblir aux turbulences, élans et diableries d’une jeunesse toujours recommencée. »
- Alexis Grüss : « Il est temps qu'on rende un petit peu hommage aux gens qui nous ont fait naître, à ceux à qui on doit quand même quelque chose. Et cette femme extraordinaire qu'a été pour nous ce qu'on appelle « la bonne fée de la famille » a permis justement de faire passer le cirque de l'agriculture à la culture, et ça quand même, ça mérite de rendre hommage. »[23]

## Filmographie

### Cinéma
- 1943 : Les Anges du pêché de Robert Bresson avec Renée Faure : Agnès
- 1947 : La Grande Maguet de Roger Richebé avec Madeleine Robinson : Anaïs Arnold
- 1948 : L'Aigle à deux têtes de Jean Cocteau avec Edwige Feuillère et Jean Marais : Édith de Berg
- 1949 : Le Secret de Mayerling de Jean Delannoy avec Jean Marais : l'archiduchesse Stéphanie
- 1955 : La Pointe Courte d'Agnès Varda avec Philippe Noiret : Elle
- 1955 : Les Évadés de Jean-Paul Le Chanois avec Pierre Fresnay et François Périer : Wanda
- 1956 : Ce soir les jupons volent de Dimitri Kirsanoff avec Sophie Desmarets : Huguette Leroy-Maréchal
- 1956 : Le Théâtre national populaire, court métrage documentaire (28 min) de Georges Franju avec Jean Vilar : elle-même
- 1957 : Le Cas du docteur Laurent de Jean-Paul Le Chanois avec Jean Gabin et Nicole Courcel : Catherine Loubet
- 1958 : Les Misérables de Jean-Paul Le Chanois avec Jean Gabin et Bourvil : Éponine
- 1959 : Du rififi chez les femmes d'Alex Joffé avec Robert Hossein et Roger Hanin : Yoko
- 1960 : La Française et l'Amour, sketch La Femme seule de Jean-Paul Le Chanois avec Robert Lamoureux et Martine Carol : Gilberte
- 1961 : Par-dessus le mur de Jean-Paul Le Chanois avec François Guérin : Simone
- 1962 : Mandrin, bandit gentilhomme de Jean-Paul Le Chanois avec Georges Rivière et Georges Wilson : Myrtille
- 1962 : L'Itinéraire marin, film inachevé de Jean Rollin
- 1971 : Le Revolver et la Rose de Jean Desvilles : Mamichou
- 1976 : Jean Marais, artisan du rêve, court métrage documentaire (11 min) de Gérard Devillers : narratrice voix off

### Télévision
- 1959 : Bérénice de Racine : Bérénice
- 1960 : Phèdre de Racine : Phèdre
- 1960 : Bajazet de Racine
- 1962 : Hélène d'Euripide, réalisation Claude Dagues : Hélène
- 1963 : La Machine infernale de Jean Cocteau, réalisation Claude Loursais : le Sphinx
- 1964 : Message pour Margaret, adaptation télévisée de la pièce de théâtre britannique Message For Margaret de James Parish (1947), réalisation Georges Lacombe : Evelyn/Margaret
- 1964 : La Nuit de feu de Marcelle Maurette, réalisation Georges Folgoas : sœur Jacqueline
- 1965 : Le Roi Lear de Jean Kerchbron (téléfilm) : Régane
- 1967 : La guerre de Troie n'aura pas lieu de Jean Giraudoux, réalisation Marcel Cravenne : Cassandre
- 1972 : Le Bunker d'Alain Decaux, réalisation Lazare Iglesis
- 1975 : Pourquoi la robe d'Anna ne veut pas redescendre de Tom Eyen, réalisation Armand Ridel : Anna
- 1978 : La nuova colonia de Luigi Pirandello, mise en scène Anne Delbée, en différé du Nouveau Carré Silvia Monfort : La Spera
- 1979 : La Maréchale d'Ancre d'Alfred de Vigny, réalisation Jean Kerchbron : Leonora
- 1980 : Edgar Poe ballet-théâtre de Joseph Russillo : danseuse et récitante
- 1980 : Phèdre de Racine : Phèdre
- 1980 : Électre d'après Sophocle et Jean Giraudoux, réalisation Patrick Bureau : Électre
- 1980 : Les Cinq Dernières Minutes, épisode Du côté du bois de Boulogne de Claude Loursais
- 1981 : Conversation dans le Loir-et-Cher de Paul Claudel, réalisation Yvon Gérault : Florence
- 1982 : Emmenez-moi au théâtre : Phèdre de Racine, réalisation Jean Kerchbron : Phèdre
- 1982 : Le Rêve d'Icare de Jean Kerchbron : Isabelle
- 1986 : Bajazet de Racine, réalisation Pierre Cavassilas : Roxane
- 1986 : La Tour de Nesle d'Alexandre Dumas : Marguerite de Bourgogne

## Théâtre

### Comédienne

#### Théâtres privés, TNP et Tréteaux de France

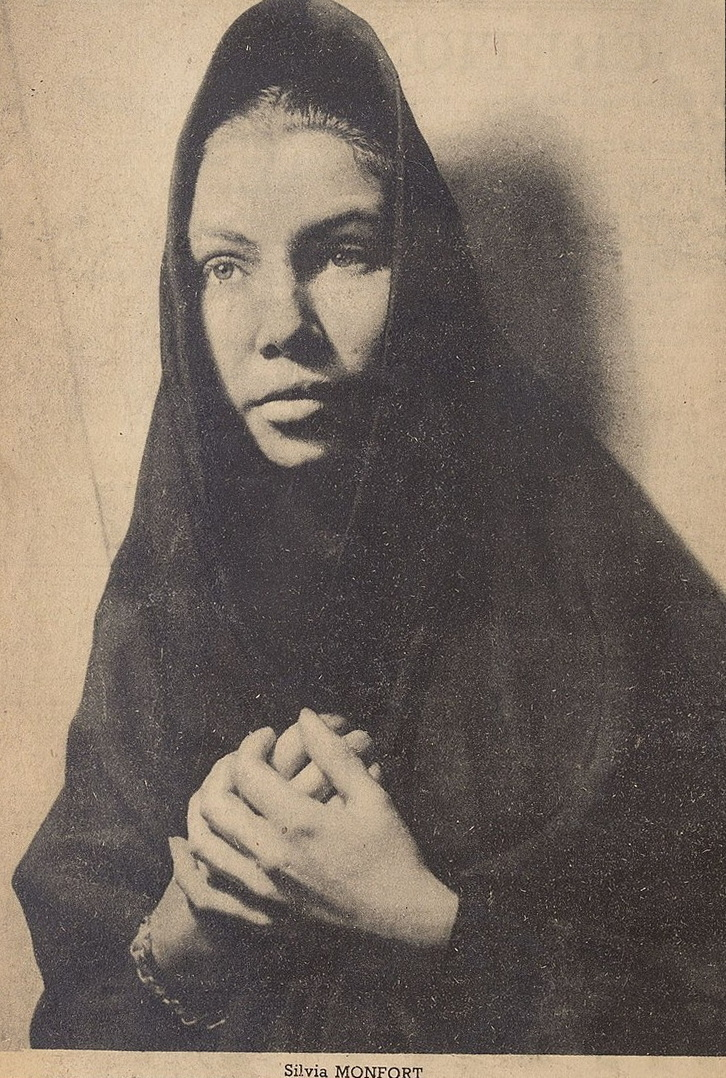
Silvia Monfort (Magdalena) dans La Maison de Bernarda Alba de Federico García Lorca. Studio des Champs-Élysées, 1945.

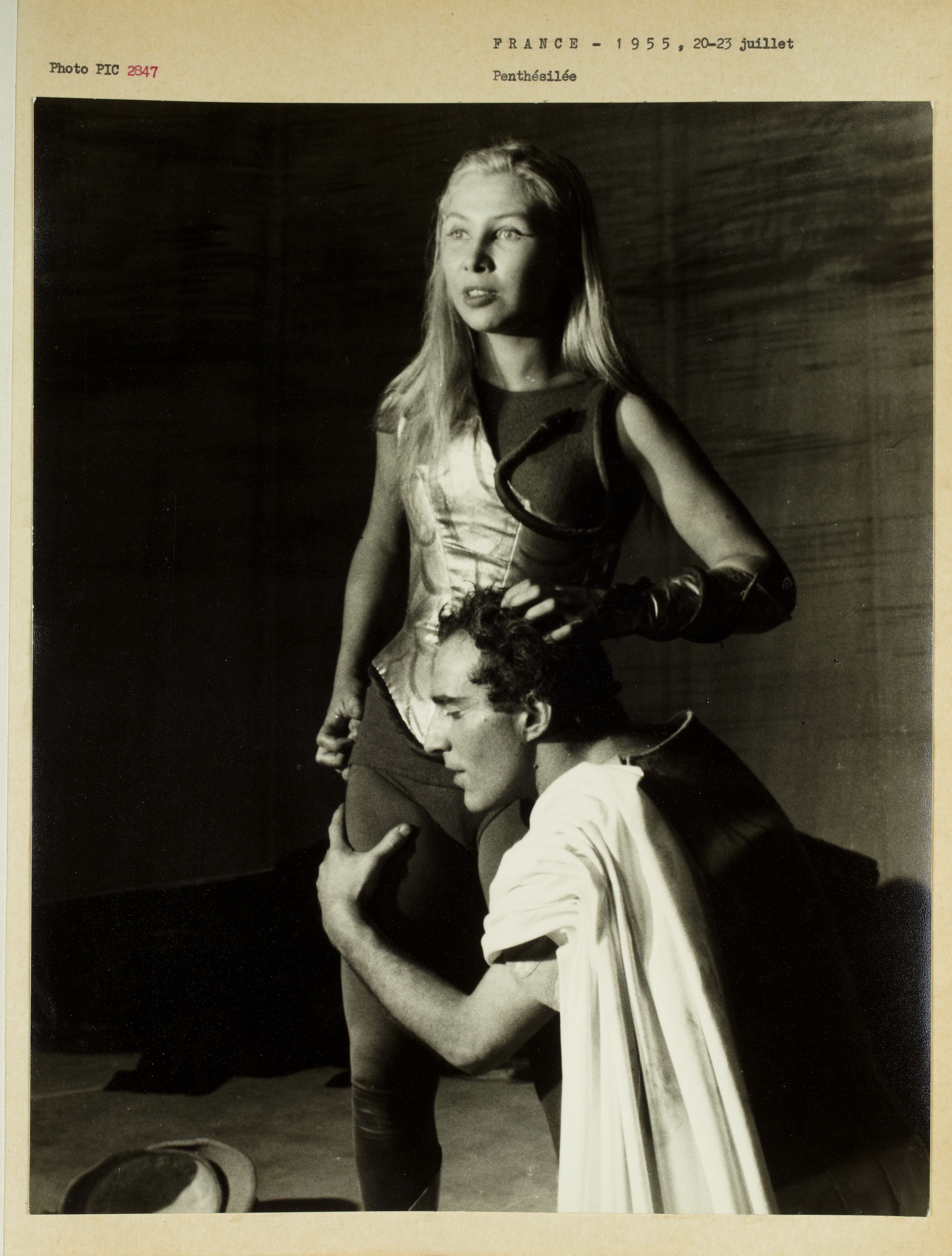
Silvia Monfort (Penthésilée) et Michel Piccoli (Achille) dans Penthésilée de Heinrich von Kleist au Théâtre Hébertot, 1955.

Alain Delon (Giovanni) et Silvia Monfort (Hippolita) dans Dommage qu'elle soit une putain de John Ford. Théâtre de Paris, 1961.

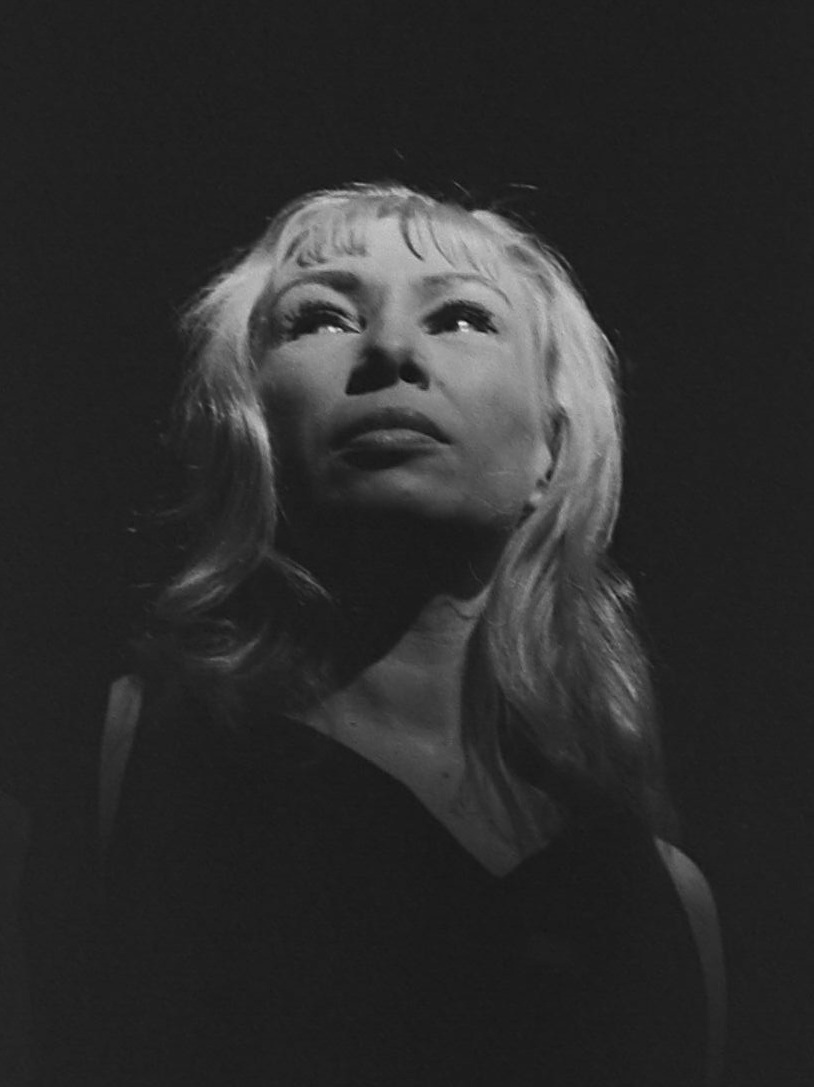
Silvia Monfort (Électre) dans Électre de Sophocle, Théâtre des Mathurins, 1966.

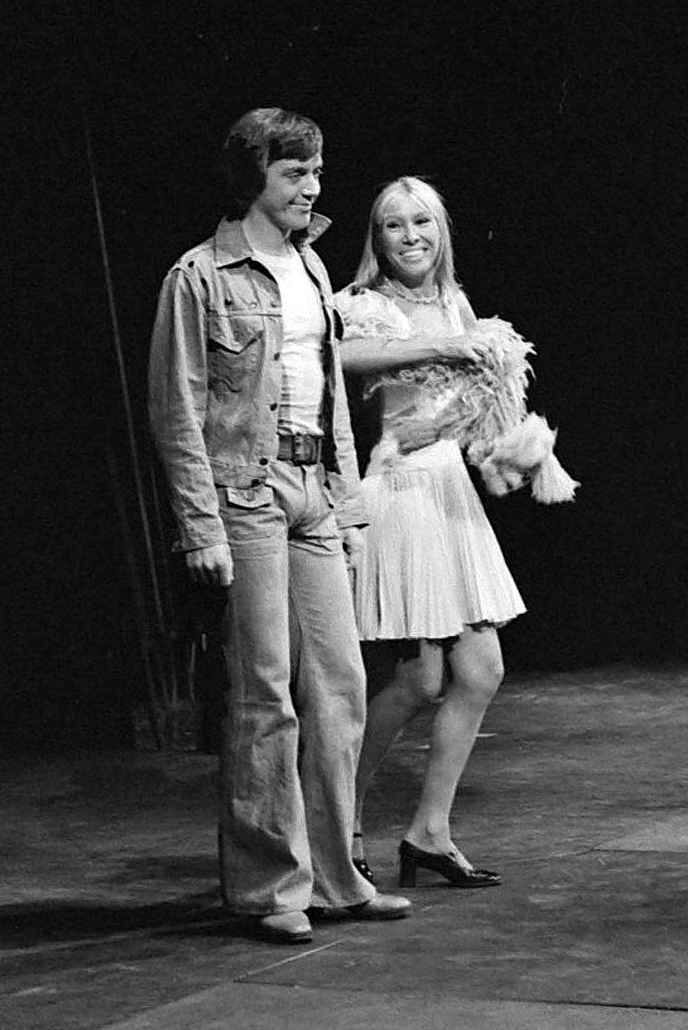
Bernard Giraudeau (Arizona) et Silvia Monfort (Anna) dans Pourquoi la robe d'Anna ne veut pas redescendre ? Carré Thorigny, 1974.

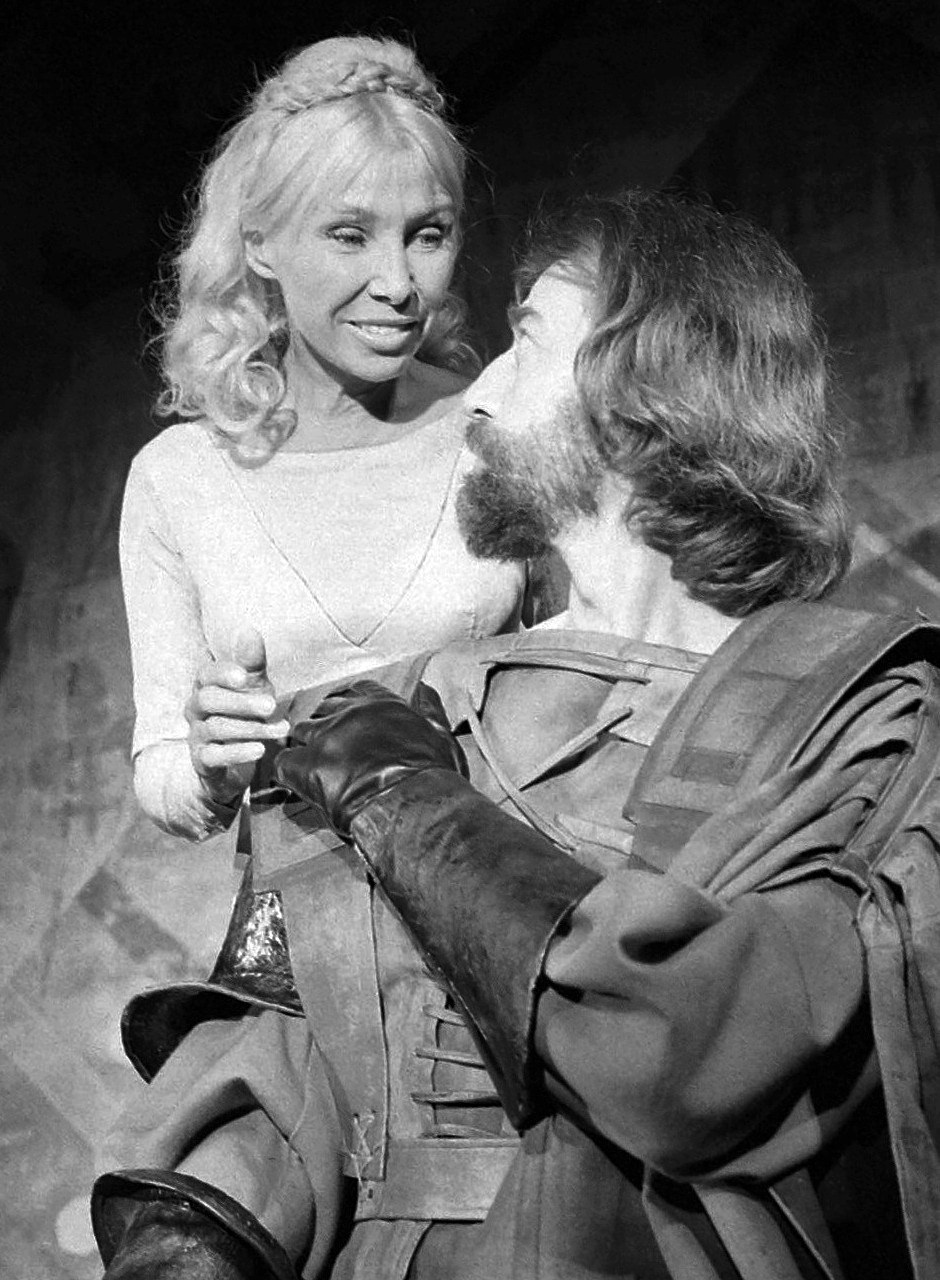
Silvia Monfort et Henri Serre dans Lucrèce Borgia de Victor Hugo. Nouveau Carré Gaîté-Lyrique, 1975.

- 1945 : Jeanne d’Arc de Charles Péguy (Dreux)
- 1945 : La Maison de Bernarda Alba de Federico García Lorca, mise en scène Maurice Jacquemont, Studio des Champs-Élysées : Magdalena
- 1946 : L'Aigle à deux têtes de Jean Cocteau, mise en scène Jacques Hébertot, Théâtre Hébertot : Édith de Berg
- 1947 : L'Histoire de Tobie et de Sara de Paul Claudel, mise en scène Maurice Cazeneuve, 1er Festival d'Avignon : Sara
- 1947 : La Tragédie du roi Richard II de William Shakespeare, mise en scène Jean Vilar, 1er Festival d’Avignon : l'aide-jardinier
- 1948 : La Mort de Danton de Georg Büchner, mise en scène Jean Vilar, Festival d'Avignon : Julie Danton
- 1948 : Shéhérazade de Jules Supervielle, mise en scène Jean Vilar, Festival d'Avignon, Théâtre Edouard VII : Shéhérazade
- 1948 : Si je vis de Robert E. Sherwood, mise en scène Raymond Hermantier, théâtre Saint-Georges
- 1949 : Pas d’amour d'Ugo Betti, adaptation Maurice Clavel, mise en scène Michel Vitold, théâtre des Noctambules : Délia
- 1949 : Le Voyageur sans bagages de Jean Anouilh, mise en scène André Barsacq, théâtre Montparnasse
- 1950 : Andromaque de Racine, Nîmes
- 1950 : Les Gueux au paradis de Gaston-Marie Martens et André Obey, mise en scène Maurice Jacquemont, Centre dramatique de l'Ouest
- 1951 : Maguelone de Maurice Clavel, Théâtre Marigny
- 1951 : Électre de Sophocle, adaptation Maurice Clavel, Mardis de l’œuvre, théâtre des Noctambules : Électre
- 1951 : Les Radis creux de Jean Meckert, mise en scène Pierre Valde, Poche Montparnasse
- 1952 : Doña Rosita de Federico Garcia Lorca, mise en scène Claude Régy, Théâtre des Noctambules : Rosita
- 1953 : L'Île aux chèvres d'Ugo Betti, adaptation Maurice Clavel, mise en scène Pierre Valde, théâtre des Noctambules : Agata
- 1953 : Le Chevalier de neige de Boris Vian, Caen
- 1953 : Le Marchand de Venise de Shakespeare, théâtre des Noctambules
- 1953 : Été et fumées de Tennessee Williams, mise en scène Jean Le Poulain, théâtre de l'Œuvre : Alma Winemiller
- 1954 : Le Cid de Corneille, mise en scène Jean Vilar, TNP : Chimène
- 1954 : Cinna de Corneille, mise en scène Jean Vilar, Festival d'Avignon : Émilie
- 1954 : Penthésilée d'Heinrich von Kleist, mise en scène Claude Régy, Théâtre Hébertot : Penthésilée
- 1956 : Marie Stuart de Frédéric Schiller, mise en scène Raymond Hermantier, Théâtre Hébertot : Élisabeth, reine d'Angleterre
- 1956 : Le Mariage de Figaro de Beaumarchais, mise en scène Jean Vilar, Festival d'Avignon : la comtesse Almaviva
- 1956 : Cinna de Corneille, mise en scène Jean Vilar, Festival d'Avignon : Émilie
- 1957 : Pitié pour les héros de Michel-Aimé Baudouy, Comédie de Paris : Pilar
- 1957 : Le Mariage de Figaro de Beaumarchais, mise en scène Jean Vilar, Festival d'Avignon : la comtesse Almaviva
- 1958 : Lady Godiva de Jean Canolle, mise en scène Michel de Ré, Théâtre de Paris : Lady Godiva
- 1959 : La Seconde Surprise de l'amour de Marivaux, mise en scène Roger Planchon, Théâtre Montparnasse, théâtre de la Cité de Villeurbanne : la marquise
- 1959 : Bérénice de Racine, Festival de Dijon : Bérénice
- 1959 : La Machine infernale de Jean Cocteau, Festival de Vaison-la-Romaine : le Sphinx
- 1960 : Veillée de poèmes français avec Alain Cuny, Aix-en-Provence
- 1960 : Si la foule nous voit ensemble de Claude Bal, mise en scène Jean Mercure, théâtre de Paris : Cecily
- 1960 : Édouard II de Christopher Marlowe, mise en scène Roger Planchon, Chorégies d’Orange : la reine
- 1960 : Arden de Faversham, Festivals de Dijon et de Vaison-la-Romaine : Alice
- 1960 : Phèdre de Racine, mise en scène Jean-Paul Le Chanois, théâtre royal du Gymnase, théâtre du Vieux-Colombier, tournée européenne : Phèdre
- 1961 : Dommage qu'elle soit une putain de John Ford, mise en scène Luchino Visconti, théâtre de Paris : Hippolita
- 1962 : La Nuit de feu de Marcelle Maurette, mise en scène Henri Doublier, Port-Royal des Champs : Sœur Jacqueline
- 1962 : L'Orestie d'Eschyle, mise en scène Jean-Louis Barrault, Odéon-Théâtre de France : Clytemnestre
- 1962 : Hélène d'Euripide, adaptation Jean Canolle, Narbonne : Hélène
- 1962 : Horace de Corneille, Scala de Milan
- 1962 : Catharsis de Michel Parent, mise en scène Georges Vitaly, Festival des nuits de Bourgogne Dijon : Catharsis
- 1963 : Le mal court de Jacques Audiberti, mise en scène Georges Vitaly, Théâtre La Bruyère : Alarica
- 1963 : La Surprise de l'amour de Marivaux, mise en scène Pierre Debauche, Théâtre Daniel Sorano Vincennes : la comtesse
- 1963 : La Gouvernante de Vitaliano Brancati, Théâtre en Rond
- 1964 : Marie Stuart de Friedrich von Schiller, mise en scène Georges Vitaly, Festival des nuits de Bourgogne : Élisabeth, reine d'Angleterre
- 1964 : Jules César de Shakespeare, mise en scène Raymond Hermantier, Festival de Lyon, Théâtre Sarah-Bernhardt : Portia
- 1964 : La vie est un songe de Pedro Calderon, Festival d'Annecy
- 1965 : Soudain l'été dernier de Tennessee Williams, mise en scène Jean Danet, Tréteaux de France, Théâtre des Mathurins : Catherine Holly
- 1965 : La Putain respectueuse de Jean-Paul Sartre, mise en scène Jean Danet, Tréteaux de France, Théâtre des Mathurins : Lizzie
- 1965 : L'Histoire de Tobie et de Sara de Paul Claudel, Les Nuits de Bourgogne : Sara
- 1965 : Électre de Sophocle, adaptation Maurice Clavel, mise en scène Silvia Monfort, Tréteaux de France, Festival d’Annecy : Électre
- 1965 : Les Ennemis de Maxime Gorki, mise en scène Pierre Debauche, Festival de Nanterre
- 1965 : La Surprise de l'amour de Marivaux, Festival de Nanterre : la comtesse
- 1966 : Électre de Sophocle, adaptation Maurice Clavel, mise en scène Silvia Monfort, Théâtre des Mathurins : Électre
- 1966 : Soudain l'été dernier de Tennessee Williams, mise en scène de Jean Danet, Tréteaux de France (Angoulême) : Catherine Holly
- 1966 : Le mal court de Jacques Audiberti, mise en scène Georges Vitaly, Tréteaux de France : Alarica
- 1967 : Phèdre de Jean Racine, mise en scène de Jean-Pierre Dougnac, Tréteaux de France (Fresnes) : Phèdre
- 1967 : Le mal court de Jacques Audiberti, mise en scène Georges Vitaly, Tréteaux de France : Alarica
- 1968 : Les Rosenberg ne doivent pas mourir d'Alain Decaux, mise en scène Jean-Marie Serreau, Tréteaux de France : Ethel Rosenberg
- 1968 : La Putain respectueuse de Jean-Paul Sartre, mise en scène Jean Danet, Tréteaux de France : Lizzie
- 1968 : Phèdre de Jean Racine, mise en scène de Jean-Pierre Dougnac avec Yvette Étiévant et Jean Danet, Tréteaux de France (Tournée culturelle au Moyen-Orient: Égypte, Liban, Turquie) : Phèdre
- 1968 : Le mal court de Jacques Audiberti, mise en scène Georges Vitaly, Tréteaux de France (Tournée culturelle au Moyen-Orient : Égypte, Liban, Turquie) : Alarica
- 1969 : Les Rosenberg ne doivent pas mourir d'Alain Decaux, mise en scène Jean-Marie Serreau, Théâtre de la Porte-Saint-Martin : Ethel Rosenberg
- 1970 : La Putain respectueuse de Jean-Paul Sartre, Halles de Paris : Lizzie
- 1970 : Électre de Sophocle, adaptation Maurice Clavel, mise en scène Silvia Monfort, Halles de Paris : Électre
- 1970 : Pucelle de Jacques Audiberti, mise en scène Gabriel Monnet, Théâtre de Nice : Joanina
- 1970 : Jacques ou la soumission d'Ionesco, Château de Boucard : Roberte
- 1971 : Pucelle de Jacques Audiberti, mise en scène Gabriel Monnet, Festival du Marais : Joanina

#### Carré Thorigny
- 1972 : Ouverture le 12 octobre
- 1973 : Le Bal des cuisinières de Bernard Da Costa (et festival d'Avignon)
- 1973 : Phèdre d'après Racine et Euripide, mise en scène Denis Llorca : Phèdre
- 1973 : Cantique des cantiques, oratorio de Roger Frima
- 1973 : Conversations dans le Loir-et-Cher de Paul Claudel, mise en scène Guy Lauzin : Florence
- 1973 : Cirque Grüss à l'Hôtel Salé
- 1973 : Jean Cocteau et les anges, soirée poétique
- 1973 : Louise Labé, soirée poétique
- 1974 : Pourquoi la robe d’Anna ne veut pas redescendre de Tom Eyen, mise en scène Louis Thierry : Anna
- 1974 : fermeture fin septembre.

#### Nouveau Carré Gaîté-Lyrique
- 1974 : ouverture de l'École du cirque le 15 octobre
- 1974, novembre et décembre : Les Comptoirs de la Baie d'Hudson de Jacques Guimet par le « In and Out Theatre », Grande Salle
- 1975, Edgar Poe, par le « Ballet-Théâtre Joseph Russillo », Grande Salle :
  - Janvier et février, Mémoires pour demain et Il était une fois comme toutes les fois
  - Mai, Fantasmes, création
- 1975, janvier à avril : Cirque à l'ancienne avec la famille Grüss, Grande Salle
- 1975, mars à avril : Sept semaines en chansons avec Roger Siffer, Dick Annegarn, Jean-Marie Vivier et Monique Morelli, Serge Kerval et Anne Vanderlove, Gilles Servat, Grande Salle
- 1975, juin à juillet : Dimitri Clown, Grande Salle
- 1975, septembre : L'Histoire du soldat de Stravinsky et Ramuz par les Solistes de Marseille dirigés par Devy Erlich, Grande Salle
- 1975, septembre à octobre : Le Tableau, opéra-bouffe de Ionesco et Calvi, Grande Salle
- 1975-1976, novembre à mars : Lucrèce Borgia de Victor Hugo, Festival d'Avignon (août 1975), Nouveau Carré Gaîté-Lyrique, mise en scène Fabio Pacchoni : Lucrèce
- 1976, mars : Récital Hélène Martin, Grande Salle
- 1976, mars : Récital Henri Tachan, Chapiteau Grüss
- 1976, octobre, novembre, décembre : Irène ou la résurrection d'Henrik Ibsen, adaptation de Maurice Clavel, Grande Salle : Irène
- 1977, janvier, février, mars : La Dame de la mer d'Henrik Ibsen, Grande Salle : Ellida
- 1977, avril à mai : Maison de poupée d'Henrik Ibsen par l'Ensemble Théâtral Mobile, Grande Salle
- 1977 : Les Chansons de Bilitis de Pierre Louÿs
- 1977 : Présence de René Guy Cadou, soirée poétique
- 1977 : La nuova colonia de Luigi Pirandello, mise en scène Anne Delbée : La Spera
- 1977 : L'Enterrement d'un patron de Dario Fo (Mulhouse)
- 1977 : fermeture en fin d’année

#### Jardin d'acclimatation
- Une seule saison, de 1978 à 1979.

#### Carré Silvia Monfort Vaugirard

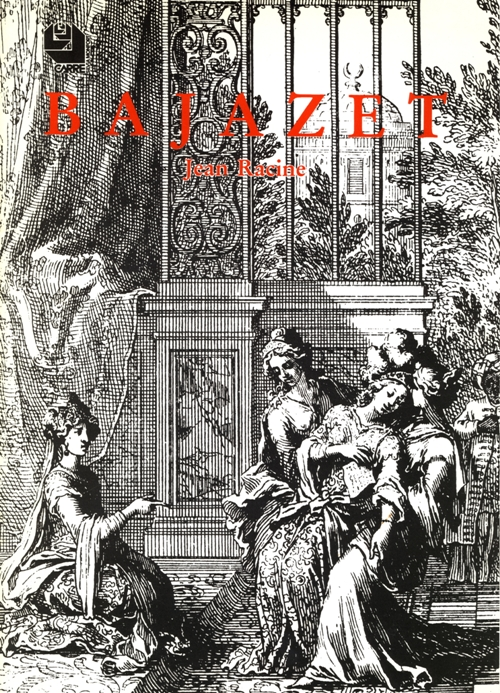
Bajazet - Programme original, 1985.

- 1979 : La Cantate à trois voix de Paul Claudel, mise en scène Silvia Monfort, abbatiale Saint-Ouen de Rouen
- 1979 : La Fourmi dans le corps de Jacques Audiberti, mise en scène Guy Lauzin
- 1979 : La Terrasse de midi de Maurice Clavel, mise en scène Christian Benedetti : la mère
- 1980 : Conversation dans le Loir-et-Cher de Paul Claudel, mise en scène Christian Benedetti : Florence
- 1980 : Snap de Maurice Clavel, mise en scène Silvia Monfort, Carré Silvia Monfort
- 1981 : Ariane à Naxos de Jiří Antonín Benda, Rennes et théâtre des Champs-Élysées
- 1981 : Petit déjeuner chez Desdémone de Janus Krasinski, mise en scène Jaroslav Vizner : Hanka
- 1981 : La Duchesse d'Amalfi de John Webster, mise en scène Adrian Noble : la duchesse
- 1982 : Phèdre de Racine : Phèdre
- 1983 : Chaud et Froid de Fernand Crommelynck, mise en scène Pierre Santini : Léona
- 1984 : Les Perses d'Eschyle, mise en scène Silvia Monfort, Carré Silvia Monfort Vaugirard : la reine Atossa
- 1984 : La Panne de Friedrich Dürrenmatt : Justine
- 1985 : La Milliardaire de George Bernard Shaw : Épiphanie
- 1985 : Bajazet de Racine : Roxane
- 1985 : La Tour de Nesle d'Alexandre Dumas : Marguerite de Bourgogne
- 1987 : Britannicus de Racine, mise en scène Jean Leuvrais : Agripinne
- 1987 : Iphigénie de Racine : Clytemnestre
- 1988 : Théodore de Corneille, mise en scène Silvia Monfort, Carré Silvia Monfort Vaugirard : Marcelle
- 1989 : Les Deux Voies de Jean Cocteau, mise en scène Silvia Monfort, Carré Silvia Monfort Vaugirard

### Mises en scène
- 1965 : Électre de Sophocle, adaptation Maurice Clavel, Tréteaux de France
- 1970 : Électre de Sophocle, adaptation Maurice Clavel, Halles de Paris
- 1979 : La Cantate à trois voix de Paul Claudel, mise en scène Silvia Monfort, Abbatiale Saint-Ouen de Rouen
- 1984 : Les Perses d'Eschyle, Carré Silvia Monfort Vaugirard
- 1987 : Iphigénie de Racine, Carré Silvia Monfort Vaugirard
- 1988 : Théodore de Corneille, Carré Silvia Monfort Vaugirard
- 1989 : Les Deux voies de Jean Cocteau, Carré Silvia Monfort Vaugirard

## Audiographie
- Le Cid de Pierre Corneille, enregistrement public historique effectué le samedi 22 janvier 1955 au Théâtre national populaire du palais de Chaillot (Paris), mise en scène de Jean Vilar. Musique de scène du XVIIIe siècle interprétée par l'orchestre du TNP dirigé par Maurice Jarre. Distribution : Gérard Philipe (Don Rodrigue), Silvia Monfort (Chimène), Monique Chaumette (L'Infante), Georges Wilson (le comte), Philippe Noiret (Don Arias), Mona Dol (Elvire), Laurence Badie (Leonor), Jean Deschamps (Don Diègue), Jean Vilar (le roi Don Fernand). Réalisation de Georges Hacquard[25].
- La Grande Nuit (Ravensbrück), poèmes et textes de Micheline Maurel dits par Silvia Monfort, Emmanuelle Riva, Catherine Sellers et Jany Sylvaire, musique de Joseph Kosma, orchestre dirigé par Serge Baudo, album 33 tours 30 cm Barclay réf. 88001, 1975, édition pour le 30e anniversaire de la libération des camps (réédition en 1985 par Le Chant du Monde[26]).
- Cahiers de doléances des femmes en 1789, cassette La Bibliothèque des voix, Éditions des Femmes, 1989.
- Les Enfants terribles, adaptation radiophonique d'après le roman éponyme de Jean Cocteau (1947), 1 CD Éditions Phonurgia Nova/INA, 1992  (ISBN 2908325071).

## Vidéographie
- L'Aigle à deux têtes, film de Jean Cocteau, 1 DVD Zone 2 (TF1 Vidéo).
- La Pointe courte, film d'Agnès Varda, version française, sous-titres anglais, 1 DVD Zone 2 (Artificial Eye).
- Le Cas du docteur Laurent, film de Jean-Paul Le Chanois, 1 DVD Zone 2 (Éditions LCJ).
- Les Misérables, film en deux époques de Jean-Paul Le Chanois, coffret 2 DVD Zone 2 (Collection Les Années Cinquante — Éditions René Chateau).

## Publications

### Romans

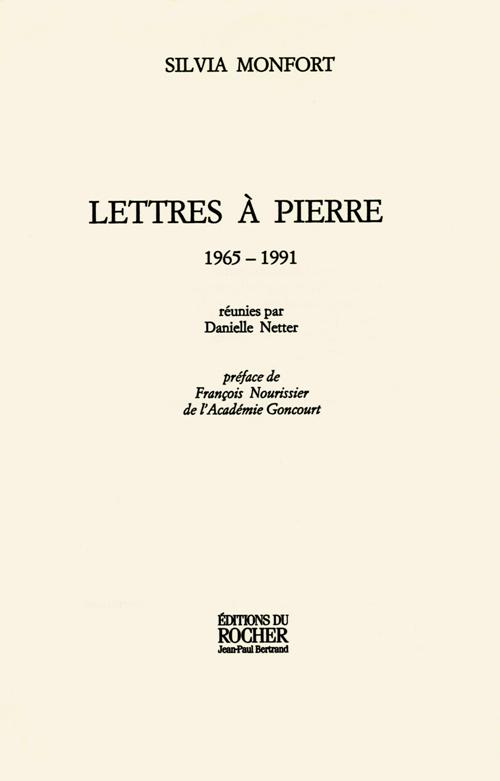

- Il ne m'arrivera rien, Éditions Fontaine, Paris, 1946
- Aimer qui vous aima, Éditions Julliard, Paris, 1951
- Le Droit chemin, Éditions Julliard, Paris, 1954
- Les Mains pleines de doigts, Éditions Julliard, Paris, 1959, réédition en 1967 sous le titre La RaÏa[27]
- Les Ânes rouges, Éditions Julliard en 1966, puis réédition par les Éditions du Rocher en 2003  (ISBN 2268045544)
- L'Amble, Éditions Julliard en 1971, puis réédition en 1986 sous le titre Une allure pour l'amour par Le Livre de poche  (ISBN 225304055X)[28]

### Correspondance
- Lettres à Pierre 1965-1991, réunies par Danielle Netter, Editions du Rocher, Monaco, 2003  (ISBN 2268045528)

### Préfaces
- Noël Devaulx : Le Cirque à l'ancienne, Henri Veryer Éditeur, 1977
- Racine : Phèdre, Le Livre de poche, 1985  (ISBN 2253037818)
- Corneille : Cinna, Le Livre de poche, 1987  (ISBN 2253040940)

## Biographies
- Anonyme, « Entretien avec Silvia Monfort, comédienne », Téléciné, no 101, Paris, Fédération des Loisirs et Culture Cinématographique (FLECC), janvier 1962,  (ISSN 0049-3287)
- Paul-Louis Mignon : Silvia Monfort, article de L'Avant-Scène théâtre, no 411, 1968
- Régis Santon : Le Théâtre Silvia Monfort, article de L'Avant-Scène théâtre no 531, 1973
- Claude Parent : Le Quinzième arrondissement — Le Carré Silvia Monfort, Collection Paris et son patrimoine, p. 204
- Françoise Piazza : Silvia Monfort, Éditions Favre, 1988  (ISBN 2828903583)
- Guy Boquet et Jean-Claude Drouot : Le Parcours racinien de Silvia Monfort, revue d'histoire du théâtre, no 206, 2000
- Une vie de combat pour le théâtre, exposition du 16 décembre 2003 au 25 janvier 2004, Bibliothèque nationale de France (crypte site Richelieu), Paris, Cahiers d'une exposition no 46 de la BnF  (ISBN 2717722823)
- Françoise Piazza : Silvia Monfort : vivre debout (biographie et témoignages), Éditions Didier Carpentier, Paris, 2011  (ISBN 978-2841677191)
- Michel Mourlet : "Tombeau pour Silvia", chapitre d'Une Vie en liberté, Éditions Séguier, 2016.

## Hommages publics

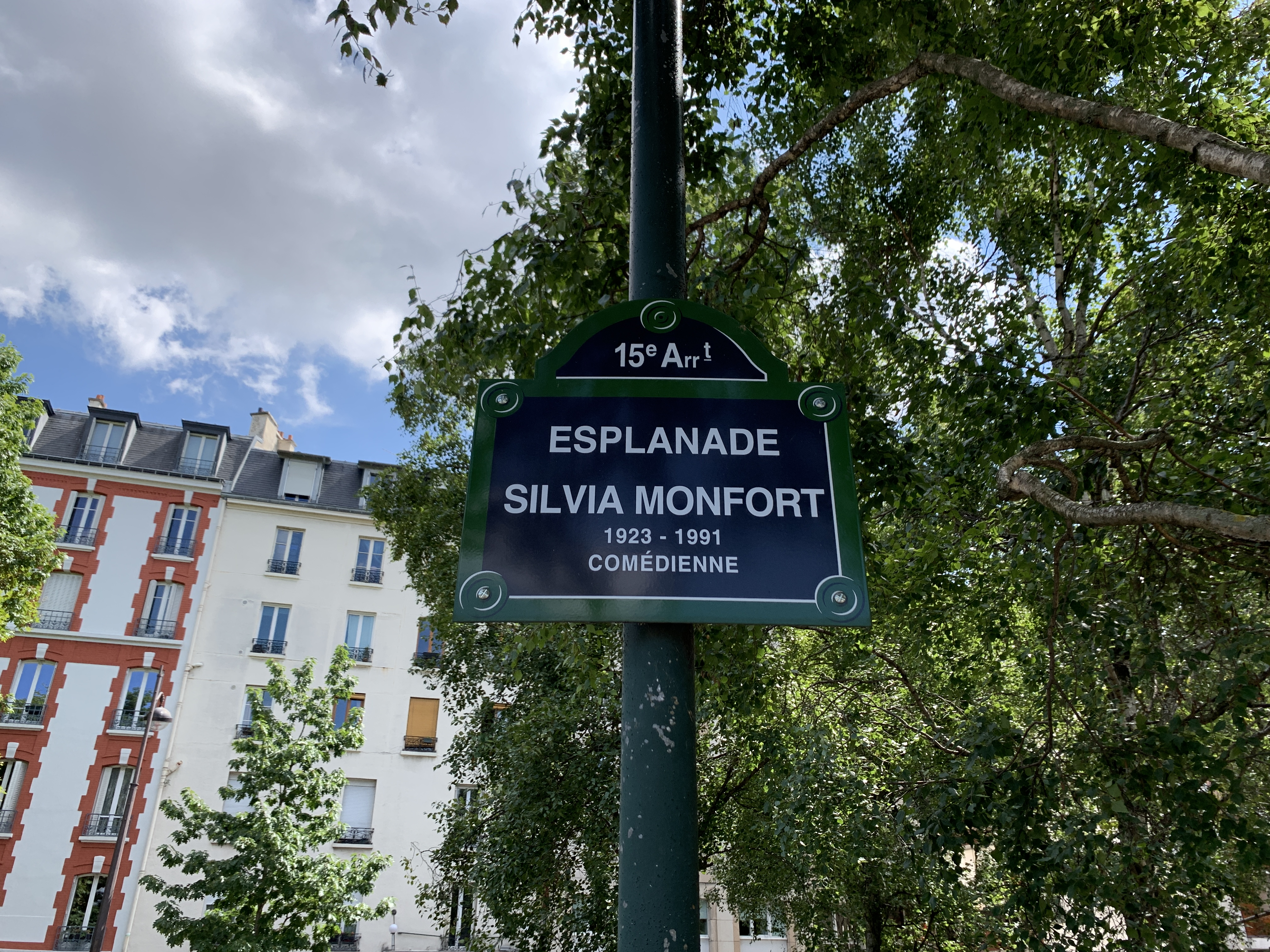
Esplanade Silvia-Monfort (Paris).

L'esplanade Silvia-Monfort, dans le 15e arrondissement de Paris, à proximité du théâtre, a été nommée en sa mémoire.
La place Silvia-Monfort se trouve à Cholet (département de Maine-et-Loire), à proximité du Théâtre Saint-Louis.
Le lycée Silvia-Monfort se trouve à Luisant (Eure-et-Loir).
L'école primaire Silvia-Monfort se trouve à Nogent-le-Rotrou (Eure-et-Loir)

## Distinctions
- Chevalier de la Légion d'honneur (1973)
- Croix de guerre 1939-1945
- Médaille de la Résistance française (décret du 24 avril 1946)[29]
- Commandeur de l'ordre des Arts et des Lettres (1983)
- Bronze Star Medal (États-Unis)